# Brunnenbach (Lochbach)
Der Brunnenbach ist ein Wasserlauf, in dem verschiedene Quellbäche aus dem Lech-Auwald südlich von Augsburg zusammengefasst sind. Er ist ein wichtiger Teil von Augsburgs historischer Wasserwirtschaft und versorgte jahrhundertelang, mindestens seit dem Jahr 1412, die Stadt Augsburg mit Trinkwasser. Im nacheiszeitlichen Schwemmschotter des Lechfelds drücken mächtige Grundwasserströme nach Norden, die an vielen Stellen Quellen speisen, aus denen Bäche in Richtung Norden fließen. Diese Quellbäche werden hier traditionell auch als „Gießer“ bezeichnet.
Das Wasser dieser Quellbäche war rein genug für die Versorgung der wachsenden Stadt. Der Bach wurde kanalisiert in die Stadt hinein geleitet und versorgte über ein Wasserwerk und Wassertürme viele der öffentlichen Brunnen und auch private Wasseranschlüsse in Augsburg.
Heute wird aus dem Brunnenbach kein Trinkwasser mehr entnommen. Er fließt nach wie vor durch den Augsburger Stadtwald, mündet aber jetzt vor dem Roten Tor in den Lechkanal Lochbach. Dieser durchzieht anschließend das Lechviertel und vereinigt sich im Norden der Stadt mit den anderen Lechkanälen, bevor er in den Lech mündet.

## Verlauf

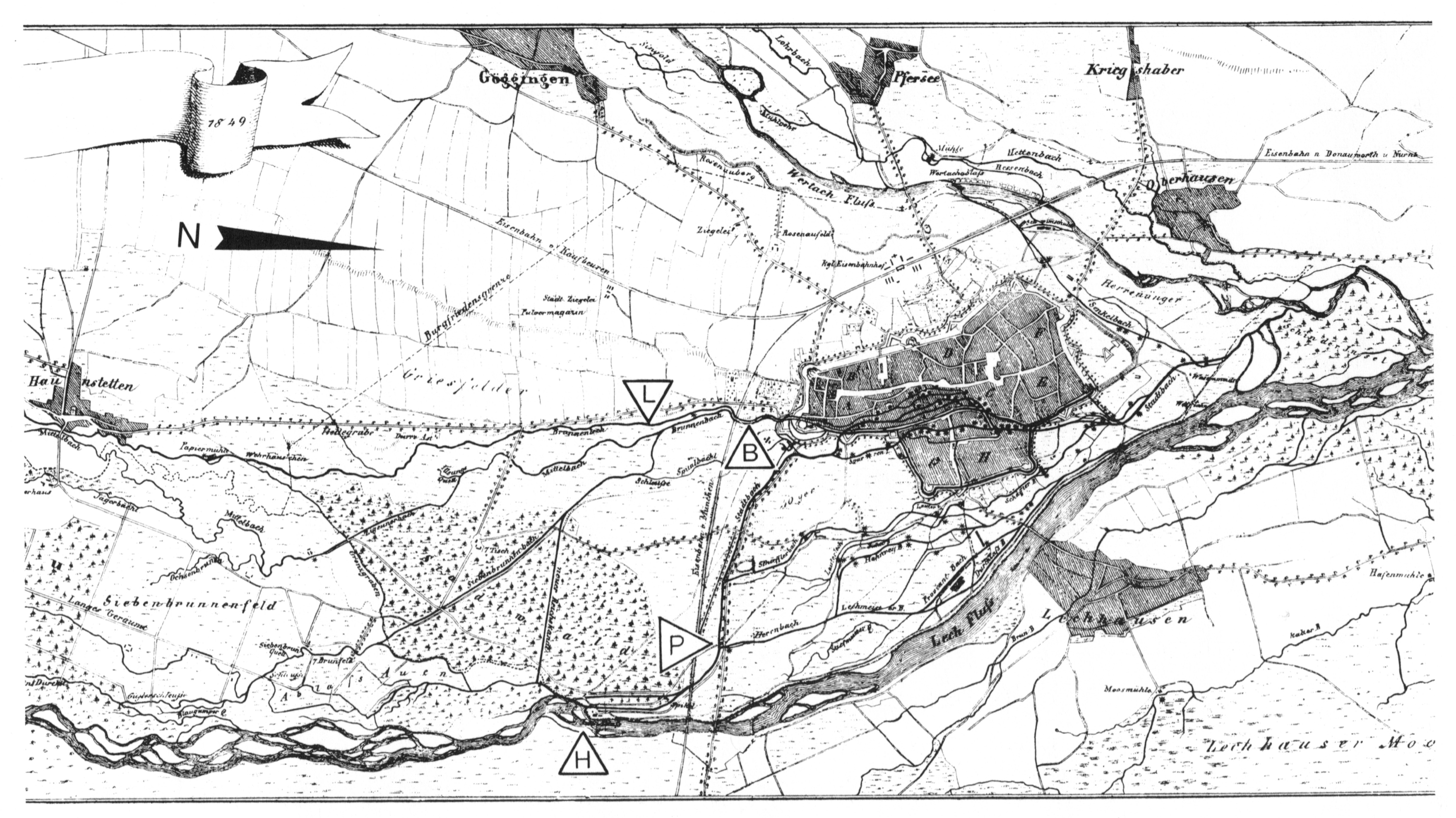
Auf dieser hydrographischen Karte aus dem Jahr 1849 (Westen ist oben; zum Vergrößern bitte mehrmals auf das Bild klicken), zeigt der Pfeil mit dem Buchstaben „B“ auf den Brunnenbach.

### Der Brunnenbachstein

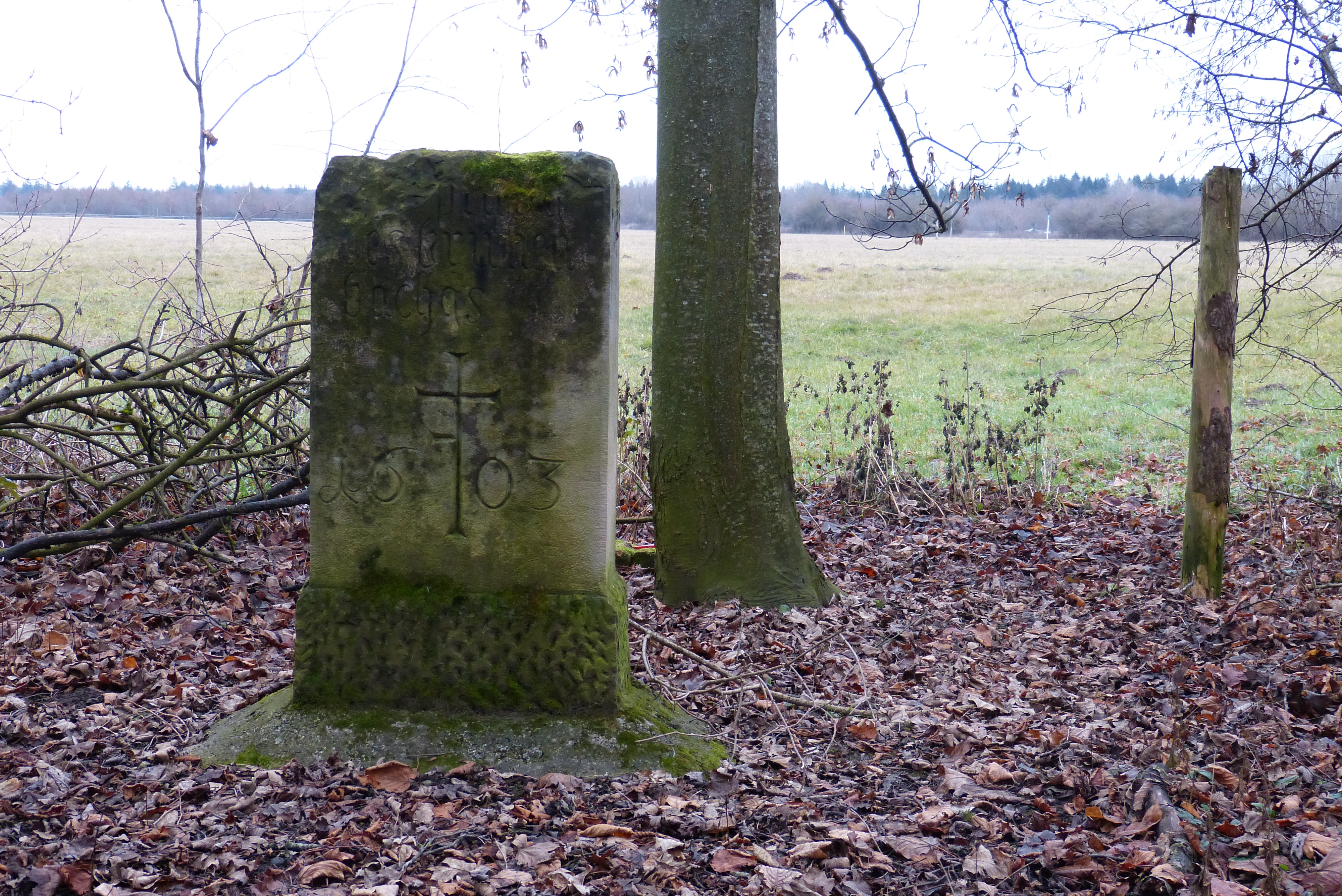
Der Brunnenbachstein (Kopie)

An der südlichsten Quelle des Brunnenbachs, auf Höhe der heutigen Stadt Königsbrunn, wurde im Jahr 1603 der Brunnenbachstein aufgestellt, ein verwittertes, heute noch 85 cm hohes Steindenkmal aus Kalkstein. Es trägt auf beiden Seiten die Inschrift 1603 - Ursprung des brunenbachs und ein im unteren Balken einseitig gestümmeltes Patriarchenkreuz, das Wappen des damaligen Bodeneigentümers Kloster St. Ulrich und Afra. Durch Verträge mit dem Konvent in den Jahren 1556 und 1617 sicherte sich die Reichsstadt Augsburg das wertvolle Wasser des Brunnenbachs. Die Verlagerung des Lechs nach Osten ließ die Quelle an der mit dem Stein markierten Stelle versiegen, heute speist sich der Brunnenbach aus weiter nördlich gelegenen Quellen. An der trockengefallenen Quellmulde steht heute eine Kopie des Brunnenbachsteins, während sich das Original im Königsbrunner Lechfeldmuseum befindet.

### Im Augsburger Stadtwald
Der Brunnenbach folgt der Geländeneigung von etwa drei Promille nach Norden und fließt dabei im Augsburger Stadtwald zwischen dem Lochbach im Westen und anderen Bächen und dem Lech selbst im Osten. Auf Höhe von Haunstetten fließen ihm von rechts zwei kürzere Bäche zu, der Jägerbach und der Ochsenbach. Dann fließt der Brunnenbach weiter durch den Siebentischwald, wo der Stempflebach (bis 2021 Zigeunerbach) nach rechts von ihm abgeleitet wird, der den im 20. Jahrhundert angelegten Stempflesee speist. Der Brunnenbach dagegen läuft weiter nordwärts durch die Bezirkssportanlage Süd und verschiedene Kleingartenanlagen. Er mündet heute am Silbermannpark auf der Höhe des Protestantischen Friedhofs, kurz vor der Unterquerung der Bahnstrecke München–Augsburg, in den Lochbach.

### In der Stadt
Im Abschnitt vor dem Roten Tor und auf dem Aquädukt am Roten Tor teilten sich früher der Lochbach und der Brunnenbach ein Kanalbett. Sie waren jedoch nicht vereinigt, sondern in diesem Kanalbett war das (nicht trinkbare) Wasser des Lochbachs vom klaren Wasser des Brunnenbachs durch eine hölzerne Scheidewand getrennt. So gelangten beide Fließwasserströme separat ins von 1416 bis 1879 genutzte Wasserwerk am Roten Tor, wo ein komplexes, von fließendem Wasser des Lochbachs angetriebenes Pumpensystem, Herzstück der Augsburger Wasserkunst, das Brunnenbachwasser auf drei Wassertürme hochhob. Von den Wassertürmen aus lief das Wasser dann über ein Röhrwasser-Rohrnetzsystem zu den Augsburger Stadtbrunnen und einigen angeschlossenen Gebäuden. Brunnenbachwasser speiste auch die Augsburger Prachtbrunnen.
Heute gibt es diese Trennung nicht mehr, da der Brunnenbach in den Lochbach eingeleitet wird, wo sich sein Wasser mit dem Lochbachwasser vermischt.

## Allegorie

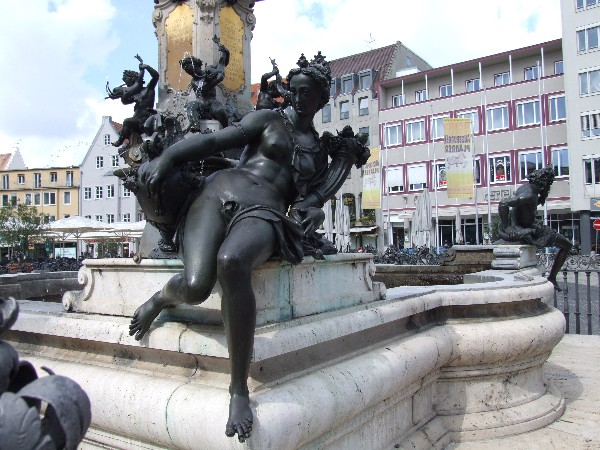
Die Brunnenbachfigur am Augustusbrunnen

Eine Figur am Augsburger Augustusbrunnen personifiziert den Brunnenbach. Wie die drei anderen Augsburger Stadtflüsse Lech, Wertach und Singold nimmt sie eine der vier Ecken des Brunnens ein. Der Brunnenbach wird mit einer Quellnymphe dargestellt. Diese stützt sich mit ihrer Rechten auf eine Kanne, links hält sie ein mit Früchten versehenes Füllhorn.

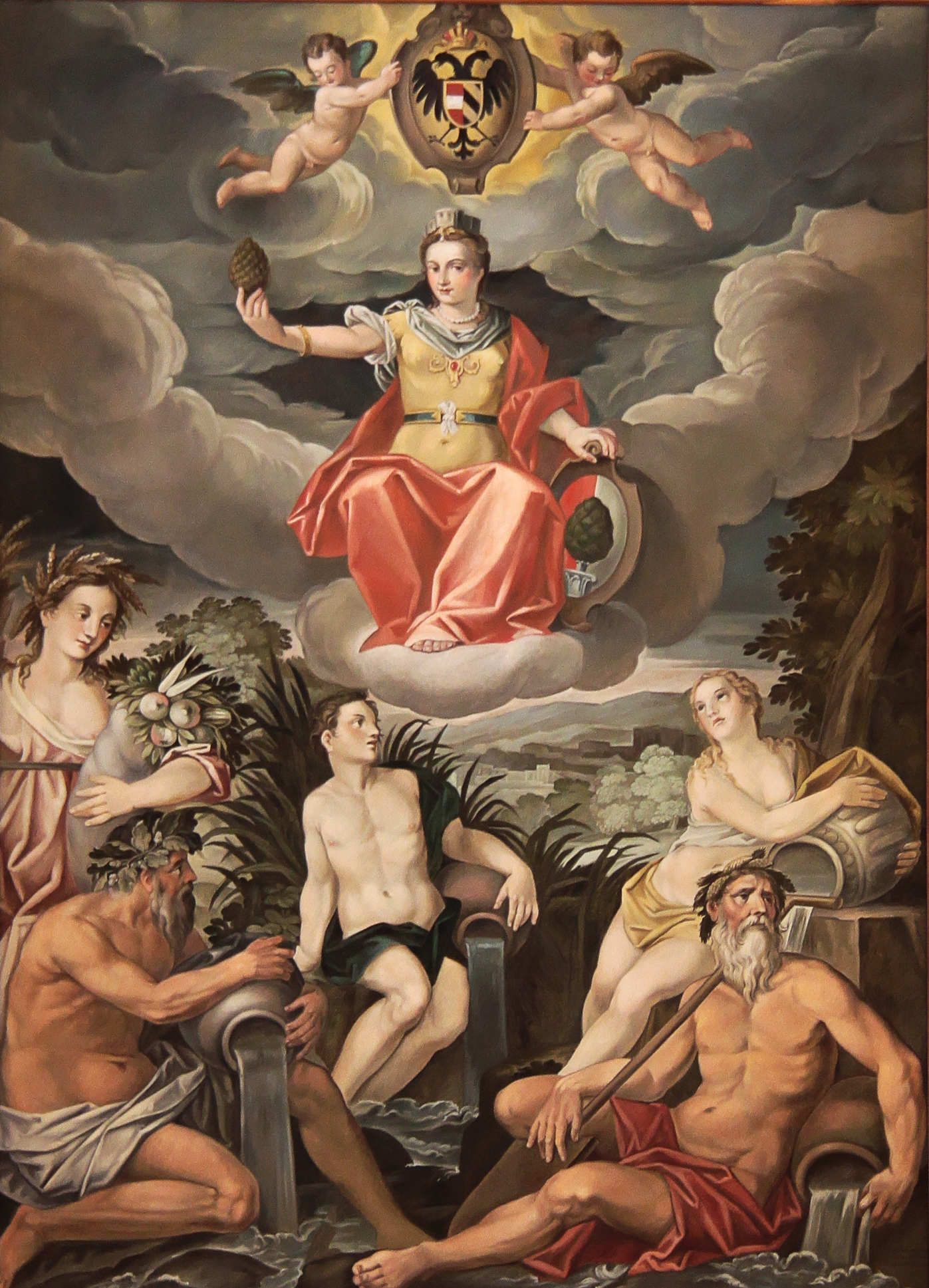
Gemälde im Goldenen Saal; unten die Personifikationen der vier Augsburger Flüsse Wertach, Lech, Singold und Brunnenbach.

Im Goldenen Saal des Augsburger Rathauses zeigt ein Wandbild des Augsburger Künstlers Hans Rottenhammer über einem der Portale ebenfalls allegorisch den Brunnenbach. Der Künstler stellt den Brunnenbach jedoch nicht als eine weibliche Flussgottheit, sondern als Jüngling dar.